# Chatino de Nopala
Le chatino de Nopala ou chatino de Santos Reyes Nopala est une langue chatino et une variante du chatino de l’Est parlée à Santos Reyes Nopala (es) dans l’État d’Oaxaca au Mexique.